# 岩田ちひろ
岩田 ちひろ（いわた ちひろ、2000年4月25日 - ）は、L・I・E・Pの元メンバー。日本のアイドル。島根県出雲市出身。SPL∞ASHの元メンバー。愛称は、ちぃ。

## 略歴

### 2015年
- アクターズスクール広島に通い始める。

### 2017年
- 1月31日、SPL∞ASHの新メンバーとして発表される[3]。

### 2019年
- 10月、STU48第2期生オーディション最終審査～少女の夢の扉を開けるのはアナタだ!～にて最終候補者となる。

### 2020年
- 1月25日、SPL∞ASHを卒業。
- 6月23日、L・I・E・Pとしてプレ・デビュー[4]。

### 2023年
- 6月15日、L・I・E・Pを卒業。

## 人物
- 趣味は海に行くこと、インコグッズを集めること[2]。
- 特技はアクロバット（側宙、ロンダートバク転）[5]。
- 好きな食べ物は、梅[2]。
- キュンとする筋肉は、「体操服をめくり上げた肩の筋肉」[1]。
- 左利きである[6]。
- 尾崎豊の大ファン[1]。
- 「ちひろ」の漢字表記は「知浩」[2]。
- セキセイインコの「きぃちゃん」を飼っている[7][8]。
- SPL∞ASH加入時、先輩メンバーの今村美月は、岩田ちひろを「変人だったけど努力家」と評価した[9]。